# Karl Menger
Karl Menger (Viena, Austria, 13 de enero de 1902 - Highland Park, Illinois, EE. UU., 5 de octubre de 1985) fue un matemático, hijo del famoso economista Carl Menger, conocido por el teorema de Menger. Dentro de las matemáticas trabajó en álgebra, álgebra de la geometría, teoría de la curva y la dimensión, etc. Además, contribuyó a la teoría de juegos y a las ciencias sociales.

## Biografía
Karl Menger fue un estudiante de Hans Hahn y recibió su doctorado de la Universidad de Viena en 1924. L.E. J. Brouwer invitó a Menger en 1925 para a dar clases en la Universidad de Ámsterdam. En 1927, regresó a Viena para aceptar una cátedra. En 1930 y 1931 fue profesor visitante en la Universidad de Harvard y The Rice Institute. De 1937 a 1946 fue profesor en la Universidad de Notre Dame. De 1946 a 1971 fue profesor en Illinois Institute of Technology en Chicago. En 1983, IIT concedió a Menger el título de Doctor en Humanidades y Ciencias.

## Contribuciones a las matemáticas

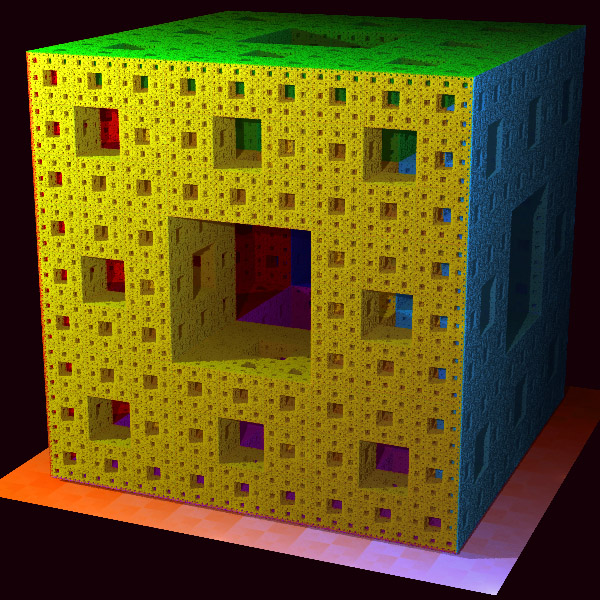
Ilustración por ordernador de la esponja de Menger.

Su contribución más popular fue la famosa esponja de Menger (erróneamente conocida como la esponja de Sierpinski), una versión tridimensional de la alfombra de Sierpinski. También está relacionada con el conjunto de Cantor.
Junto a Arthur Cayley, Menger se considera uno de los fundadores de la geometría de la distancia, sobre todo por haber formalizado definiciones de las nociones de ángulo  y de la curvatura  en términos de cantidades físicas directamente medibles, concretamente proporciones de los valores de distancia.
Las expresiones matemáticas características que aparecen en esas definiciones son los  determinantes de Cayley-Menger.
Fue un participante activo del Círculo de Viena, donde hubo grandes discusiones sobre ciencias sociales y filosofía en la década de 1920. Durante ese tiempo, demostró un resultado importante de la paradoja de San Petersburgo con interesantes aplicaciones a la teoría de la utilidad de la economía. Más tarde, contribuyó al desarrollo de la teoría de juegos con Oskar Morgenstern.

## Legado
El último y más largo puesto académico de Menger fue en el Instituto de Tecnología de Illinois, que cuenta con la conferencia anual Karl Menger IIT y ofrece el premio IIT Karl Menger Student Award.

## Material de lectura adicional
- Crilly, Tony, 2005, "Paul Urysohn and Karl Menger: papers on dimension theory" in Grattan-Guinness, I., ed., Landmark Writings in Western Mathematics. Elsevier: 844-55.

- Datos: Q93690
- Multimedia: Karl Menger / Q93690